# أبناء الإخوة (مسلسل)
أبناء الإخوة (بالتركية: Kardeş Çocukları)‏ مسلسل تركي درامي من تأليف سيرما يانيك، وإخراج شركة جولد فيلم. بث لأول مرة في 27 يناير 2019، وانتهى في 16 يونيو 2019. عرض على قناة ستار تي في التركية.

## قصة المسلسل
عمران وأوماي اختان وقعتا في حب نفس الشخص وهو يلدريم.تفترق طرقهما في ما بعد لتذهب اوماي إلى إسطنبول وتنشا لنفسها حياة جديدة بعيدا عن اختها وابنتها التي تركتها لاختها، وتتزوج من مهندس كبير.بعد مرور السنوات تتقاطع طرقهما من جديد الامر الذي سكون امتحانا لابنتيهما حياة وخيال اللتان تعيشان نفس قدر والدتيهما.[بحاجة لمصدر]

## أبطال المسلسل
- محمد أصلان توغ بدور يلديرم سينار
- عائشة بينجول بدور عمران
- نور فتاح أوغلو بدور أوماي كراي
- عفراء ساراتش أوغلو بدور حياة
- فوركان انديتش بدور فولكان
- الارا توران بدور خيال

## موعد العرض
| الموسم | يوم العرض والساعة | بداية الموسم   | نهاية الموسم            | عدد الحلقات المعروضة | عدد الحلقات | القناة     |
| ------ | ----------------- | -------------- | ----------------------- | -------------------- | ----------- | ---------- |
| 1      | الأحد 20.00       | 27 يناير 2019  | 26 مايو 2019            | 17                   | 1-17        | ستار تي في |
| 2      | الثلاثاء 20.00    | 17 سبتمبر 2019 | 8 أكتوبر 2019 (النهاية) | 4                    | 18-21       | ستار تي في |